# Temptations
Temptations – singel amerykańskiego rapera 2Paca promujący album pt. Me Against the World z roku 1995. Do utworu powstał teledysk. Kompozycja została dodana także do albumu 2Pac's Greatest Hits.

## Lista utworów

### Single CD
A-Side
1. "Temptations" (Clean Radio Edit) - 4:27
2. "Temptations" (Album Version) - 5:00
3. "Temptations" (Instrumental) - 4:58

B-Side
1. "Temptations" (Battlecat Hip-Hop Mix) - 5:07
2. "Temptations" (Battlecat Club Mix) - 5:46
3. "Temptations" (Battlecat Club Mix Instrumental) - 5:03

### Promocyjne
1. "Temptations" (Radio Edit)
2. "Temptations" (Battlecat Hip-hop Mix Clean Edit)